# Sardargarh
Sardargarh fou un estat tributari protegit, una thikana feudatària de Mewar formada per 26 pobles amb una població de 2.340 habitants el 1901. La capital era Sardargarh amb 1.865 habitants el mateix any, situada a 25° 14′ N, 74° 00′ E / 25.233°N,74.000°E a la riba dreta del Chandrabhaga afluent del Banas, que antigament s'anomenava Lawa però va agafar el nom de Sardargarh el 1738. A la capital hi havia una fortalesa de doble muralla situada a un turó al nord.
Els sobirans eren thakurs del clan Dòdia dels rajputs descendents de Dhawal Singh, fill de Rao Siha, que havia anat a Mewar des de Gujarat al final del segle XIV.

## Llista de thakurs
- Thakur DHAWAL SINGH, vers 1400.
- Thakur SAB SINGH
- Thakur NAHAR SINGH
- Thakur KISHAN SINGH vers 1500
- Thakur KARAN SINGH, (+ 17 de març de 1527 a Khanwa)
- Thakur BHAN SINGH, (+ 1534 a Chittor)
- Thakur SANDA SINGH (+ 1567 a Chittor)
- Thakur BHIM SINGH (+ 18 de juny de 1576 a Haldighati)
- Thakur GOPAL DAS
- Thakur JAI SINGH
- Thakur NAWAL SINGH
- Thakur INDRABHAN SINGH
- Thakur SARDAR SINGH
- Thakur SAMANT SINGH
- Thakur ROR SINGH
- Thakur ZORAWAR SINGH ?-1859
- Thakur MANOHAR SINGH 1859-1903 (fill)
- Thakur SOHAN SINGH 1903-? (fill adoptiu)
- Thakur LAKSHMAN SINGH
- Thakur AMAR SINGH
- Thakur MAN SINGH